# Gospica
Gospica (tal. Madonnina), izvorno nazvana Cigančica (Zingarella), poznata i kao Gospođica (Madonnella), Nježna Gospa, Majčica, Gospa Prevoditeljica i Gospa od Odmora, ulje je na platnu talijanskoga umjetnika Roberta Feruzzia iz 1897. koje prikazuje motiv majčinstva (Maternità). Nadahnuto je jedanaestogodišnjom djevojčicom Angelinom koja je u naručju nosila mlađega brata Giovannia, a koje je umjetnik opazio u Luviglianu, u blizini Padove. 
Premda slika izvorno nije imala vjerski predznak, zahvaljujući izlaganju na Venecijanskomu bienalu 1897., na kojemu je postigla veliki uspjeh, prozvana je Madonnina i prodana nepoznatom kolekcionaru za 30 000 lira. FIrentinska obitelj Alinari, vlasnik fotografske radionice, otkupila je licenciju za reprodukciju i umnožavanje slike fotografskom tehnikom. Slika se ubrzo proširila, osobito među katolicima, koji su sliku tumačili motivom Blažene Djevice Marije s djetetom Isusom u naručju. Europski katolici proširili su sliku iseljavanjima u Amerike pod nazivima Gospa Prevoditeljica i Gospa od Odmora.
Premda je izvornik slike izgubljen, na temelju umnoženih sličica i očuvanih tiskarskih kopija, postoje dvije inačice za koje se pretpostavlja kako bi mogle odgovarati izvorniku. Inačice se razlikuju u boji Gospine marame (zlatna ili modra kao haljina) te pozadine (dovratnik ili plavo nebo s bijelim oblacima). Pretpostavlja se kako je izvornik kupio američki gospodarstvenik i diplomat John George Alexander Leishman, čiji je brod koji je prevozio sliku za njegovu zbirku u Pennsylvaniu potonuo negdje u Atlantiku.
Časna sestra Angela Maria Bovo, iz Kongregacije sestara sv. Josipa u Carondeletu (Kalifornija), otkrila je 1984. preko majčinih sestara u Veneciji kako je na slici prikazana Angelina Cian ujedno i njezina majka. Angelina Cian 1906. udala se da Antonia Bova i s njim iste godine odselila u SAD. U braku su imali desetero djece. Antonio je preminuo 1929., a Angelina je pred kraj života psihički oboljela i završila u umobolnici sv. Terezije u kalifornijskomu Haywoodu, ne odajući nikomu povezanost sa slikom.